# United States Senate Committee on Appropriations
Das U.S. Senate Committee on Appropriations ist ein ständiger Ausschuss des Senats der Vereinigten Staaten, der für die Bereitstellung finanzieller Mittel zuständig ist. Der Ausschuss ist dabei für alle nicht gesetzlich vorgeschriebenen Ausgaben zuständig.
Der Ausschuss ist mit 30 Mitgliedern nicht nur der mitgliederstärkste des Senats, sondern auch einer der mächtigsten, da sämtliche Ausgaben der Regierung verfassungsgemäß erst durch ein Gesetz beschlossen werden müssen, für das der Ausschuss zuständig ist. Er existiert seit 1867, als dieser Bereich der legislativen Arbeit vom Finanzausschuss getrennt wurde.
Insbesondere der Vorsitzende verfügt über eine große Machtfülle, die er nutzen kann, sowohl um seinem eigenen Staat Vorteile zu verschaffen, als auch um anderen Senatoren Gefallen zu tun oder zu erhalten, die eigene Projekte fördern möchten. Während Ted Stevens aus Alaska beispielsweise sechs Jahre Vorsitzender des Ausschusses war, erhielt der Staat pro Einwohner 12.000 Dollar an öffentlichen Mitteln, das Doppelte des nationalen Durchschnitts.

## Mitglieder im 117. Kongress
| Mehrheitspartei (Demokraten) | Minderheitspartei (Republikaner) |
| --- | --- |

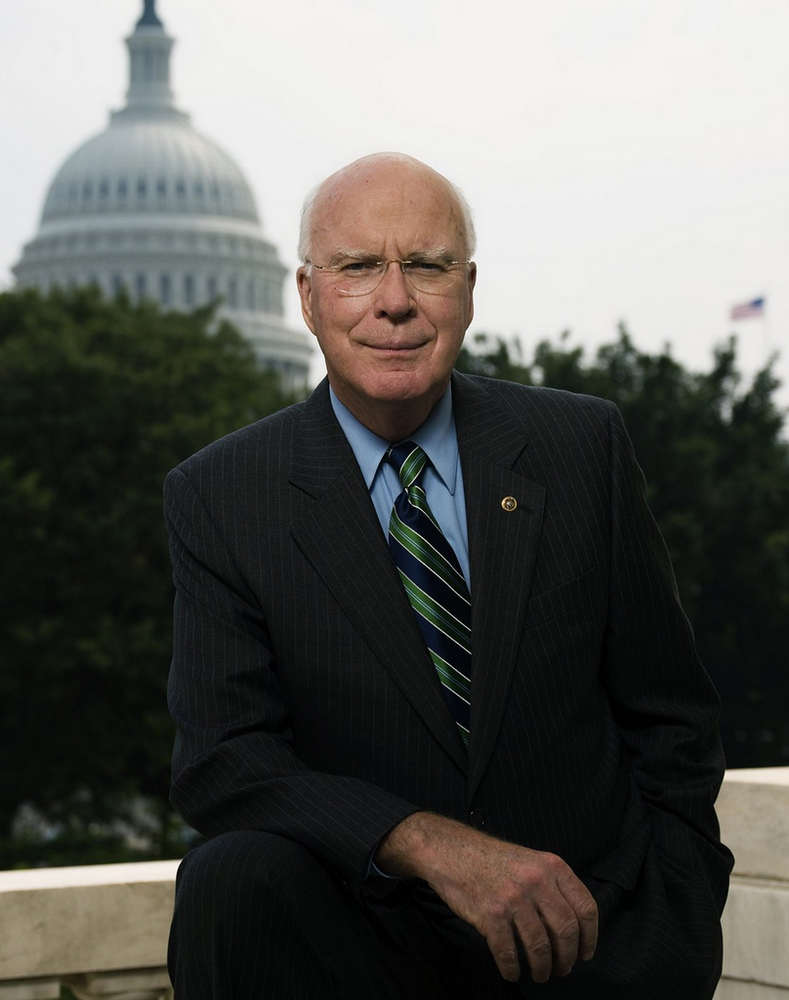
Patrick Leahy, derzeitiger Vorsitzender des Ausschusses

| - Patrick Leahy, Vermont, Chairman - Patty Murray, Washington - Dianne Feinstein, California - Dick Durbin, Illinois - Jack Reed, Rhode Island - Jon Tester, Montana - Jeanne Shaheen, New Hampshire - Jeff Merkley, Oregon - Chris Coons, Delaware - Brian Schatz, Hawaii - Tammy Baldwin, Wisconsin - Chris Murphy, Connecticut - Joe Manchin, West Virginia - Chris Van Hollen, Maryland - Martin Heinrich, New Mexico | - Richard Shelby, Alabama, Vice Chairman - Mitch McConnell, Kentucky - Susan Collins, Maine - Lisa Murkowski, Alaska - Lindsey Graham, South Carolina - Roy Blunt, Missouri - Jerry Moran. Kansas - John Hoeven, North Dakota - John Boozman, Arkansas - Shelly Moore Capito, West Virginia - John Kennedy, Louisiana - Cindy Hyde-Smith, Mississippi - Mike Braun, Indiana - Marco Rubio, Florida - Bill Hagerty, Tennessee |

## Mitglieder im 115. Kongress

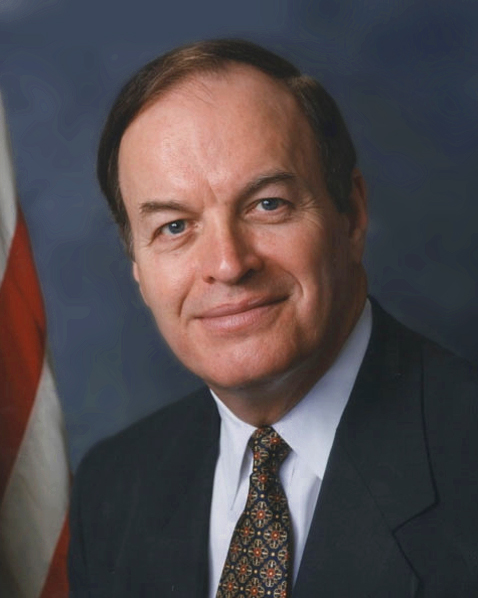
Richard Shelby, derzeitiger Vize-Vorsitzender des Ausschusses

Ausschussvorsitzender ist seit dem 10. April 2018  der Republikaner Richard Shelby aus Alabama. Er folgte auf seinen Parteifreund Thad Cochran aus Mississippi, der sich zum 1. April 2018 aus dem Senat zurückzog. Ranking minority member ist der Demokrat Patrick Leahy aus Vermont.
| Republikaner         | Republikaner             | Republikaner |
| Name                 | Name                     | Staat        |
| -------------------- | ------------------------ | ------------ |
|                      | Richard Shelby, Chairman | Alabama      |
| Mitch McConnell      | Kentucky                 |              |
| Lamar Alexander      | Tennessee                |              |
| Susan Collins        | Maine                    |              |
| Lisa Murkowski       | Alaska                   |              |
| Lindsey Graham       | South Carolina           |              |
| Roy Blunt            | Missouri                 |              |
| Jerry Moran          | Kansas                   |              |
| John Hoeven          | North Dakota             |              |
| John Boozman         | Arkansas                 |              |
| Shelley Moore Capito | West Virginia            |              |
| James Lankford       | Oklahoma                 |              |
| Steve Daines         | Montana                  |              |
| John Kennedy         | Louisiana                |              |
| Marco Rubio          | Florida                  |              |
| Cindy Hyde-Smith     | Mississippi              |              |

| Demokraten       | Demokraten                    | Demokraten |
| Name             | Name                          | Staat      |
| ---------------- | ----------------------------- | ---------- |
|                  | Patrick Leahy, Ranking Member | Vermont    |
| Patty Murray     | Washington                    |            |
| Dianne Feinstein | Kalifornien                   |            |
| Dick Durbin      | Illinois                      |            |
| Jack Reed        | Rhode Island                  |            |
| Jon Tester       | Montana                       |            |
| Tom Udall        | New Mexico                    |            |
| Jeanne Shaheen   | New Hampshire                 |            |
| Jeff Merkley     | Oregon                        |            |
| Chris Coons      | Delaware                      |            |
| Brian Schatz     | Hawaii                        |            |
| Tammy Baldwin    | Wisconsin                     |            |
| Chris Murphy     | Connecticut                   |            |
| Joe Manchin      | West Virginia                 |            |
| Chris Van Hollen | Maryland                      |            |

## Unterausschüsse
Die Struktur der Unterausschüsse ist entspricht der des House Committee on Appropriations:
| Subcommittee                                                                       | Übersetzung                                                                                | Chair (Vorsitz)                 | Ranking Member         |
| ---------------------------------------------------------------------------------- | ------------------------------------------------------------------------------------------ | ------------------------------- | ---------------------- |
| Agriculture, Rural Development, Food and Drug Administration, and Related Agencies | Landwirtschaft, ländliche Entwicklung, Food and Drug Administration und verwandte Behörden | Tammy Suzanne Green Baldwin     | John Henry Hoeven III  |
| Commerce, Justice, Science, and Related Agencies                                   | Handel, Justiz, Wissenschaft, und verwandte Behörden                                       | Cynthia Jeanne Shaheen          | Gerald Wesley Moran    |
| Defense                                                                            | Verteidigung                                                                               | Raymond Jonathan Tester         | Richard Craig Shelby   |
| Energy and Water Development                                                       | Energie und Wasserentwicklung                                                              | Dianne Goldman Berman Feinstein | John Neely Kennedy     |
| Financial Services and General Government                                          | Finanzdienstleistungen und allgemeine Regierungsangelegenheiten                            | Christopher Van Hollen, Jr.     | Cindy Hyde-Smith       |
| Homeland Security                                                                  | Heimatschutz                                                                               | Christopher Scott Murphy        | Shelley Moore Capito   |
| Interior, Environment, and Related Agencies                                        | Inneres, Umwelt, und verwandte Behörden                                                    | Jeff Alan Merkley               | Lisa Ann Murkowski     |
| Labor, Health and Human Services, Education, and Related Agencies                  | Arbeit, Gesundheit und Sozialdienste, Bildung, und verwandte Behörden                      | Patricia Lynn Murray            | Roy Dean Blunt         |
| Legislative Branch                                                                 | Gesetzgebung                                                                               | John Francis Reed               | Michael Braun          |
| Military Construction, Veterans Affairs, and Related Agencies                      | Militärische Bauten, Veteranenangelegenheiten, und verwandte Behörden                      | Martin Trevor Heinrich          | John Boozman           |
| State, Foreign Operations, and Related Programs                                    | Staat, Auslandseinsätze, und verwandte Programme                                           | Christopher Andrew Coons        | Lindsey Olin Graham    |
| Transportation, and Housing and Urban Development, and Related Agencies            | Transport, und Wohnungsbau und Stadtentwicklung, und verwandte Behörden                    | Brian Emanuel Schatz            | Susan Margaret Collins |

## Ehemalige Vorsitzende

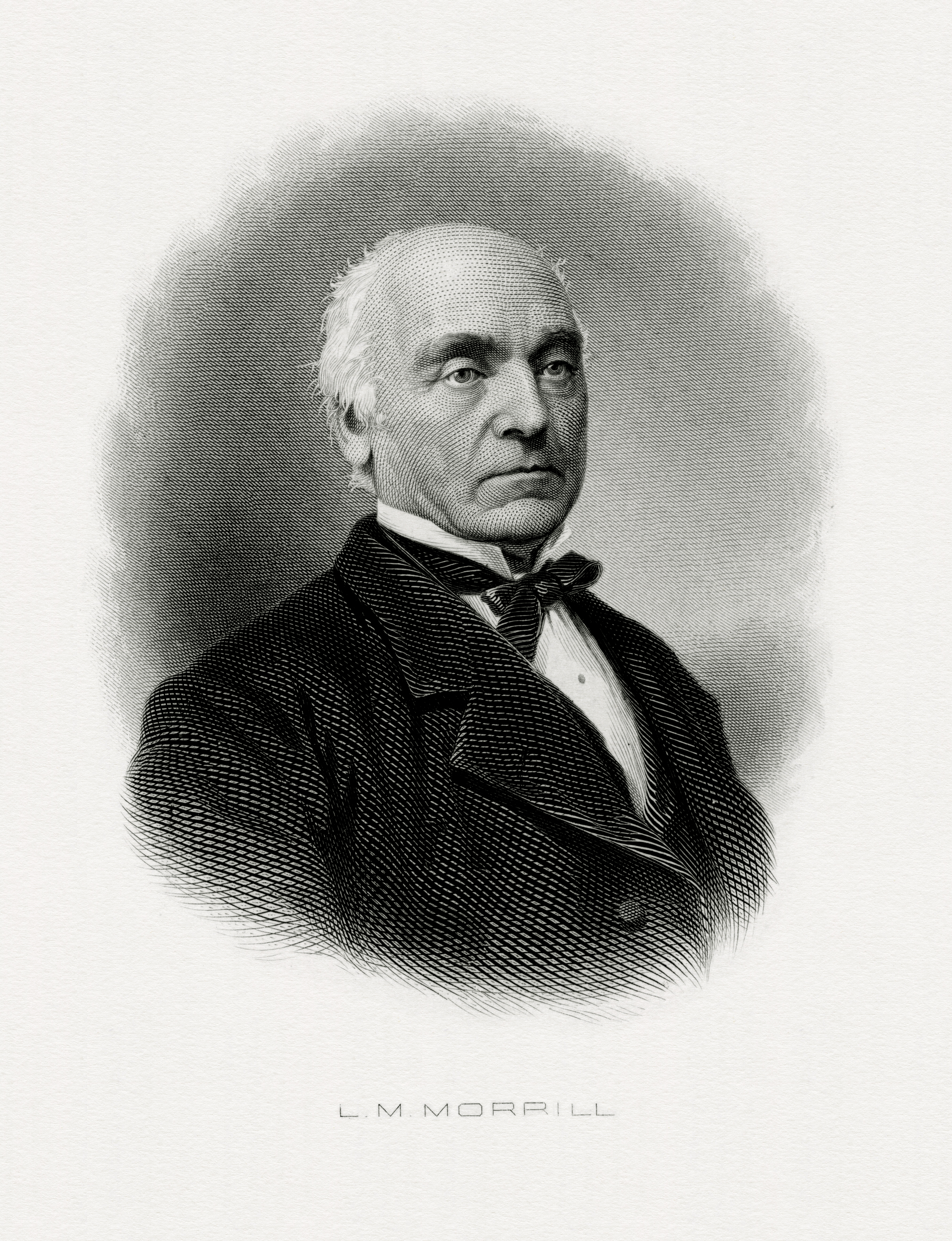
Lot M. Morrill, erster Ausschussvorsitzender

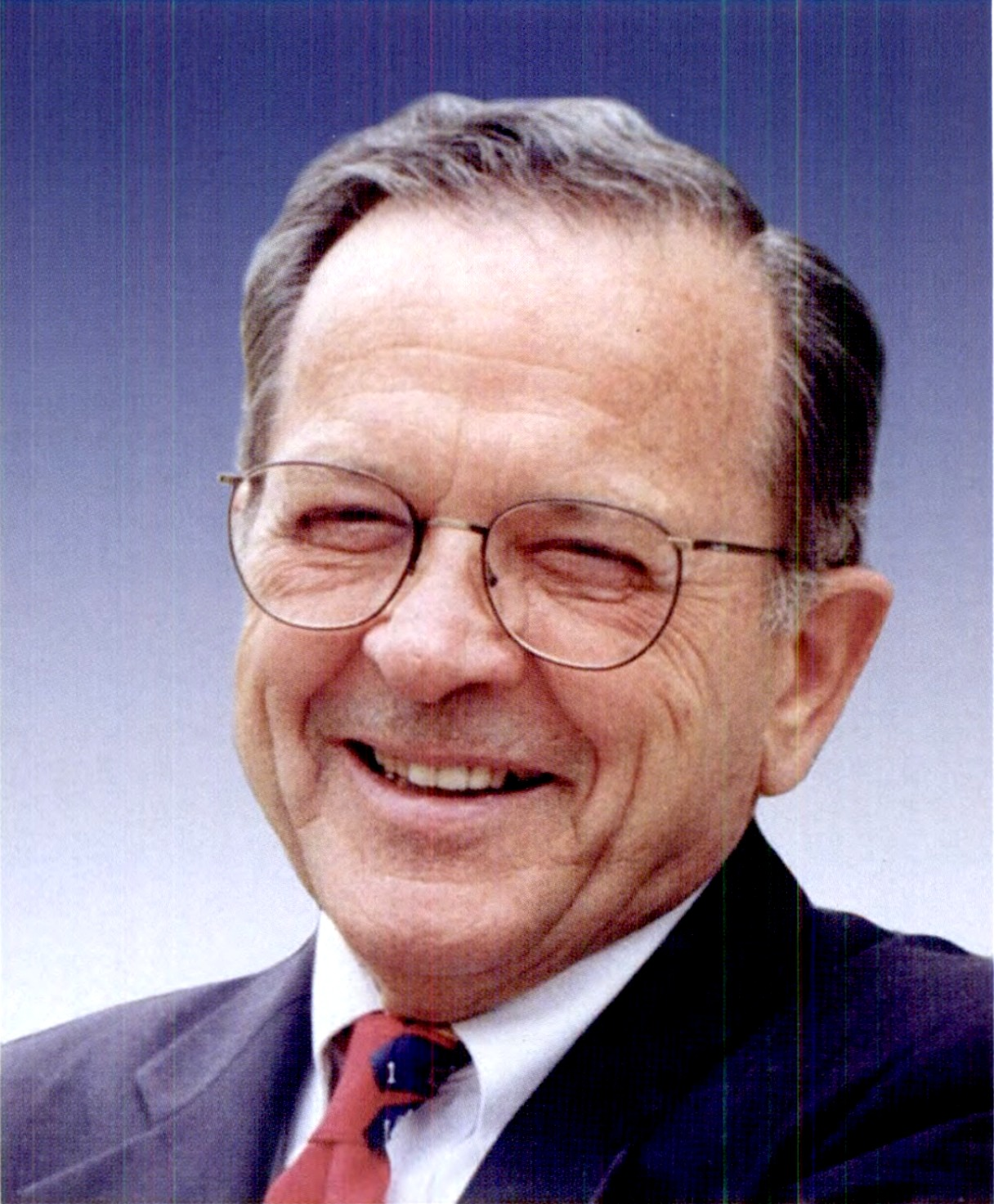
Ted Stevens, dreimaliger Vorsitzender des Ausschusses

| Name | Name                   | Partei       | Staat         | Amtszeit  |
| ---- | ---------------------- | ------------ | ------------- | --------- |
|      | Lot M. Morrill         | Republikaner | Maine         | 1867–1869 |
|      | William P. Fessenden   | Republikaner | Maine         | 1869      |
|      | Lot M. Morrill         | Republikaner | Maine         | 1869–1871 |
|      | Cornelius Cole         | Republikaner | Kalifornien   | 1871–1873 |
|      | Lot M. Morrill         | Republikaner | Maine         | 1873–1876 |
|      | William Windom         | Republikaner | Minnesota     | 1876–1879 |
|      | Henry G. Davis         | Demokrat     | West Virginia | 1879–1881 |
|      | William B. Allison     | Republikaner | Iowa          | 1881–1893 |
|      | Francis Cockrell       | Demokrat     | Missouri      | 1893–1895 |
|      | William B. Allison     | Republikaner | Iowa          | 1895–1908 |
|      | Eugene Hale            | Republikaner | Maine         | 1908–1911 |
|      | Francis E. Warren      | Republikaner | Wyoming       | 1911–1913 |
|      | Thomas S. Martin       | Demokrat     | Virginia      | 1913–1919 |
|      | Francis E. Warren      | Republikaner | Wyoming       | 1919–1929 |
|      | Wesley L. Jones        | Republikaner | Washington    | 1929–1932 |
|      | Frederick Hale         | Republikaner | Maine         | 1932–1933 |
|      | Carter Glass           | Demokrat     | Virginia      | 1933–1946 |
|      | Kenneth McKellar       | Demokrat     | Tennessee     | 1946–1947 |
|      | Styles Bridges         | Republikaner | New Hampshire | 1947–1949 |
|      | Kenneth McKellar       | Demokrat     | Tennessee     | 1949–1953 |
|      | Styles Bridges         | Republikaner | New Hampshire | 1953–1955 |
|      | Carl Hayden            | Demokrat     | Arizona       | 1955–1969 |
|      | Richard B. Russell Jr. | Demokrat     | Georgia       | 1969–1971 |
|      | Allen J. Ellender      | Demokrat     | Louisiana     | 1971–1972 |
|      | John Little McClellan  | Demokrat     | Arkansas      | 1972–1977 |
|      | Warren G. Magnuson     | Demokrat     | Washington    | 1977–1981 |
|      | Mark Hatfield          | Republikaner | Oregon        | 1981–1987 |
|      | John C. Stennis        | Demokrat     | Mississippi   | 1987–1989 |
|      | Robert Byrd            | Demokrat     | West Virginia | 1989–1995 |
|      | Mark Hatfield          | Republikaner | Oregon        | 1995–1997 |
|      | Ted Stevens            | Republikaner | Alaska        | 1997–2001 |
|      | Robert Byrd            | Demokrat     | West Virginia | 2001      |
|      | Ted Stevens            | Republikaner | Alaska        | 2001      |
|      | Robert Byrd            | Demokrat     | West Virginia | 2001–2003 |
|      | Ted Stevens            | Republikaner | Alaska        | 2003–2005 |
|      | Thad Cochran           | Republikaner | Mississippi   | 2005–2007 |
|      | Robert Byrd            | Demokrat     | West Virginia | 2007–2009 |
|      | Daniel Inouye          | Demokrat     | Hawaii        | 2009–2012 |
|      | Barbara Mikulski       | Demokrat     | Maryland      | 2012–2015 |
|      | Thad Cochran           | Republikaner | Mississippi   | 2015–2018 |
|      | Richard Shelby         | Republikaner | Alabama       | 2018–2021 |